# Vorlesungen der Churpfälzischen physicalisch-ökonomischen Gesellschaft
Vorlesungen der Churpfälzischen physicalisch-ökonomischen Gesellschaft (abreviado Vorles. Churpfälz. Phys.-Öcon. Ges.) fue una revista con ilustraciones y descripciones botánicas que fue editada en Mannheim. Se publicaron 5 números en los años 1786-1791.